# 3559 Violaumayer
A 3559 Violaumayer (ideiglenes jelöléssel 1980 PH) a Naprendszer kisbolygóövében található aszteroida. Edward L. G. Bowell fedezte fel 1980. augusztus 8-án.